# General MacArthur (ville)
Pour les articles homonymes, voir General MacArthur.
General MacArthur est une localité de la province du Samar oriental, aux Philippines. En 2015, elle compte 14 550 habitants.